# Tiggiano
Tiggiano ist eine südostitalienische Gemeinde (comune).

## Geografie
Tiggiano hat 2799 Einwohner (Stand 31. Dezember 2023). Es liegt in der Provinz Lecce in Apulien, etwa 60 Kilometer südwestlich der Provinzhauptstadt Lecce im südlichen Salento.

## Geschichte
Eine Siedlung existierte schon in der römischen Antike. Die älteste erhaltene urkundliche Erwähnung stammt von 1270.

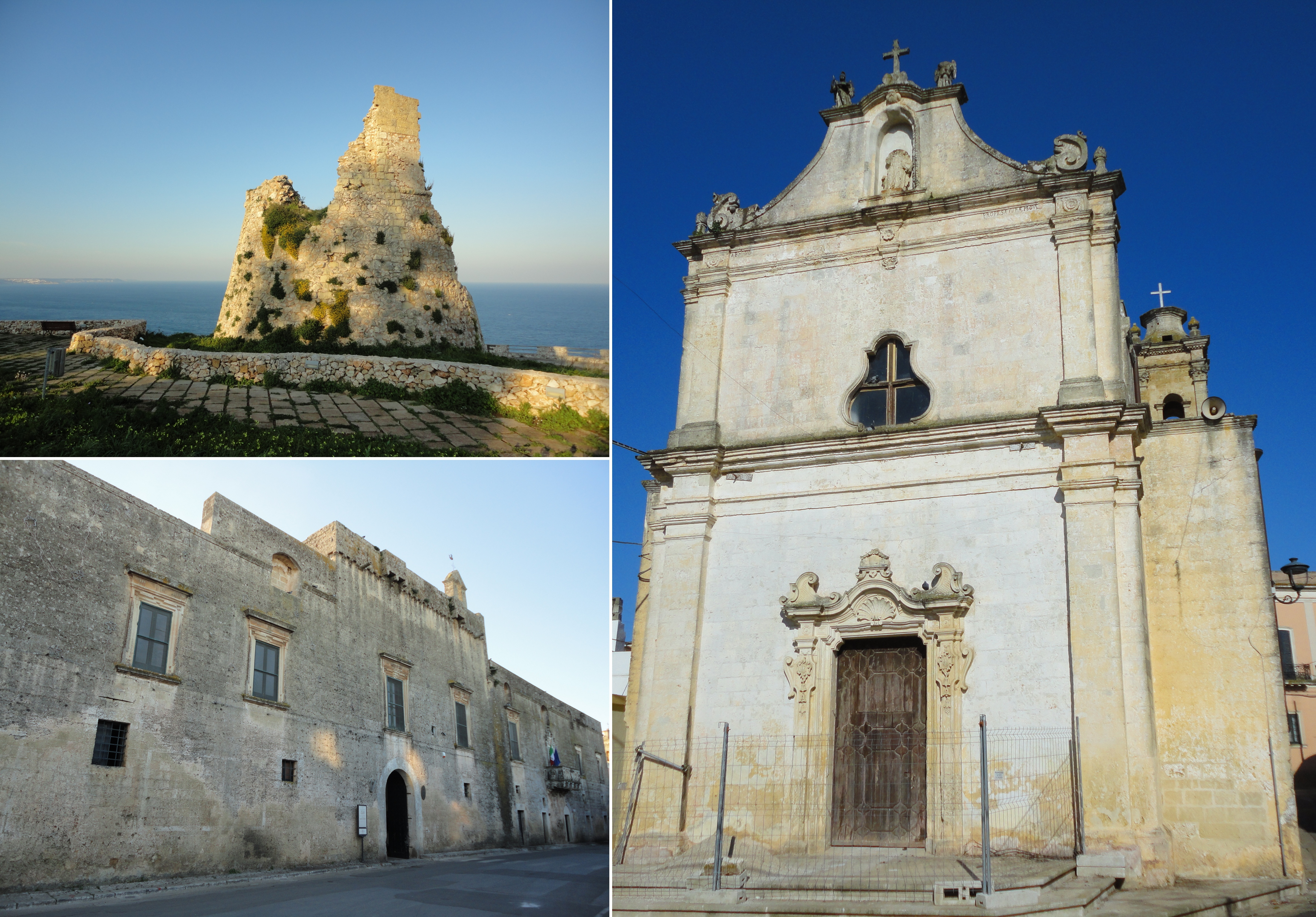
Bilder aus Tiggiano

## Verkehr
Tiggiano besitzt einen Haltepunkt an der Bahnstrecke Zollino–Gagliano Leuca.